# Жан V д’Аркур
Жан V д’Аркур (фр. Jean V d'Harcourt; 1320 — 5 апреля 1356, Руан) — барон д’Аркур, 2-й граф д’Аркур (1346—1356), 1-й граф Омальский (1343—1356), виконт де Шательро, сеньор де Брион, д’Эльбеф, де Боннестабль, Л’Ильебон, де Монтгомери.
Старший сын Жана IV д’Аркур, графа д’Аркур (1329—1346), погибшего в битве при Креси, и Изабеллы, дамы де Вибрэ, дочери Жана Ларшевека, сеньора де Партене.

## Биография
В 1343 году, благодаря браку с графиней Бланкой Омальской, приобрел графство д’Омаль. В 1346 году после гибели своего отца в битве при Креси Жан V д’Аркур унаследовал графство д’Аркур.
Вместе с дядей Жоффруа д'Аркуром, виконтом де Сен-Совером, участвовал в заговоре против короля Франции Жана II Доброго. Вместе с другими заговорщиками присутствовал в апреле 1356 года на банкете в Руане, организованном королём Наварры Карлом II Злым для встречи с дофином Шарлем (будущим королём Франции Карлом V Мудрым). Во время встречи был арестован солдатами ворвавшегося в зал короля Жана Доброго (короля Франции Иоанна II), который счёл эту встречу доказательством существования заговора. Хронист Фруассар также упоминает, что «граф де Аркур употребил против короля Франции множество оскорбительных выражений в замке Водрей, когда там проходило собрание по поводу сбора великой субсидии королю Франции против вышеупомянутого короля Наваррского, и он пытался, насколько это было в его власти, предотвратить одобрение этой субсидии».
5 апреля 1356 года Жан V д’Аркур был казнен в Руане по обвинению в измене.
«Затем король сел ужинать, а позже, сев на коня, в сопровождении всей своей свиты, поскакал к замку под названием «Поле Прощения». Туда король приказал доставить в двух каретах графа Аркура, сеньора Гравилля, сеньора Мобуэ и Оливье Дубле. Им были отрублены головы, и их тела были проволочены к виселице в Руане, где и были повешены, а их головы помещены сверху виселицы», — пишет хронист Жан Фруассар.
Впоследствии король Карл Мудрый восстановил семейные титулы для его вдовы Бланки Омальской.

## Семья
В 1340 году женился на Бланке (1322 — 12 мая 1387), графине Омальской (1343—1387), дочери Жана II Кастильского (1293—1343), графа д’Омаля (1302—1343). Имел двенадцать детей, в том числе:
- Жан VI д’Аркур (1342—1389), граф д’Аркур и д’Омаль, барон д’Эльбеф
- Гийом д’Аркур (ум. 1400), сеньор де Ла-Ферте-Ембо
- Робер д’Аркур (род. 1345), сеньор д’Эльбеф
- Жак I д’Аркур (1350—1405), барон де Монтгомери.  Его сын Жак II д’Аркур отличился в Столетней войне
- Филипп д’Аркур (1354—1426), барон де Боннетабль.